# Michał IX Paleolog
Michał IX Paleolog (ur. 17 kwietnia 1277; zm. 12 października 1320 w Tesalonice) – współcesarz bizantyjski, panował u boku ojca Andronika II w latach 1294–1320. 

## Życiorys
Ze względu na przedwczesną śmierć nie doczekał się formalnego przejęcia władzy.
Ożeniony był z Ritą Armeńską, z którą miał czwórkę dzieci:
- Andronika III Paleologa – cesarza Bizancjum
- Manuela (zm. 1320)
- Annę (zm. 1321) – żonę Tomasza Angelosa i Mikołaja Orsini, władców Epiru
- Teodorę (zm. po 1330) – żonę Teodora Swetosława i Michała III Szyszmana, carów Bułgarii